# Naillat
Naillat ist eine Gemeinde im Zentralmassiv in Frankreich. Sie gehört zur Region Nouvelle-Aquitaine, zum Département Creuse, zum Arrondissement Guéret und zum Kanton Dun-le-Palestel. 

## Lage
Sie grenzt im Norden an Colondannes, Dun-le-Palestel und Saint-Sulpice-le-Dunois, im Osten an Bussière-Dunoise, im Süden an Fleurat und Saint-Priest-la-Plaine sowie im Westen an Noth und Saint-Léger-Bridereix. Das Gemeindegebiet wird vom Flüsschen Brézentine durchquert.

## Bevölkerungsentwicklung
| Jahr      | 1962 | 1968 | 1975 | 1982 | 1990 | 1999 | 2008 | 2013 |
| --------- | ---- | ---- | ---- | ---- | ---- | ---- | ---- | ---- |
| Einwohner | 1225 | 1084 | 955  | 809  | 721  | 641  | 657  | 680  |

## Sehenswürdigkeiten
- Dolmen Pierre cuberte
- Kirche Saint-Médard aus dem 15. Jahrhundert

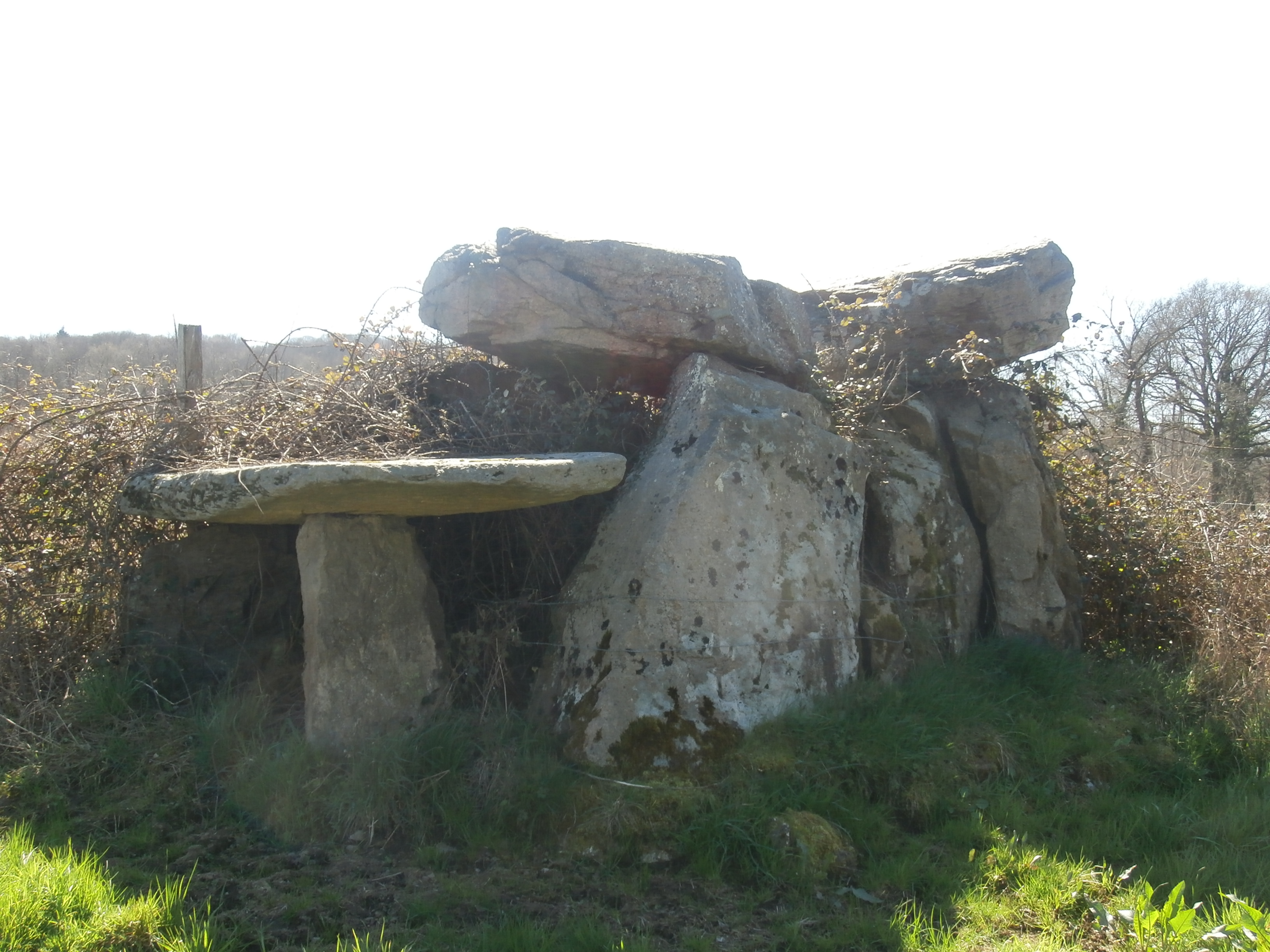
Dolmen Pierre cuberte
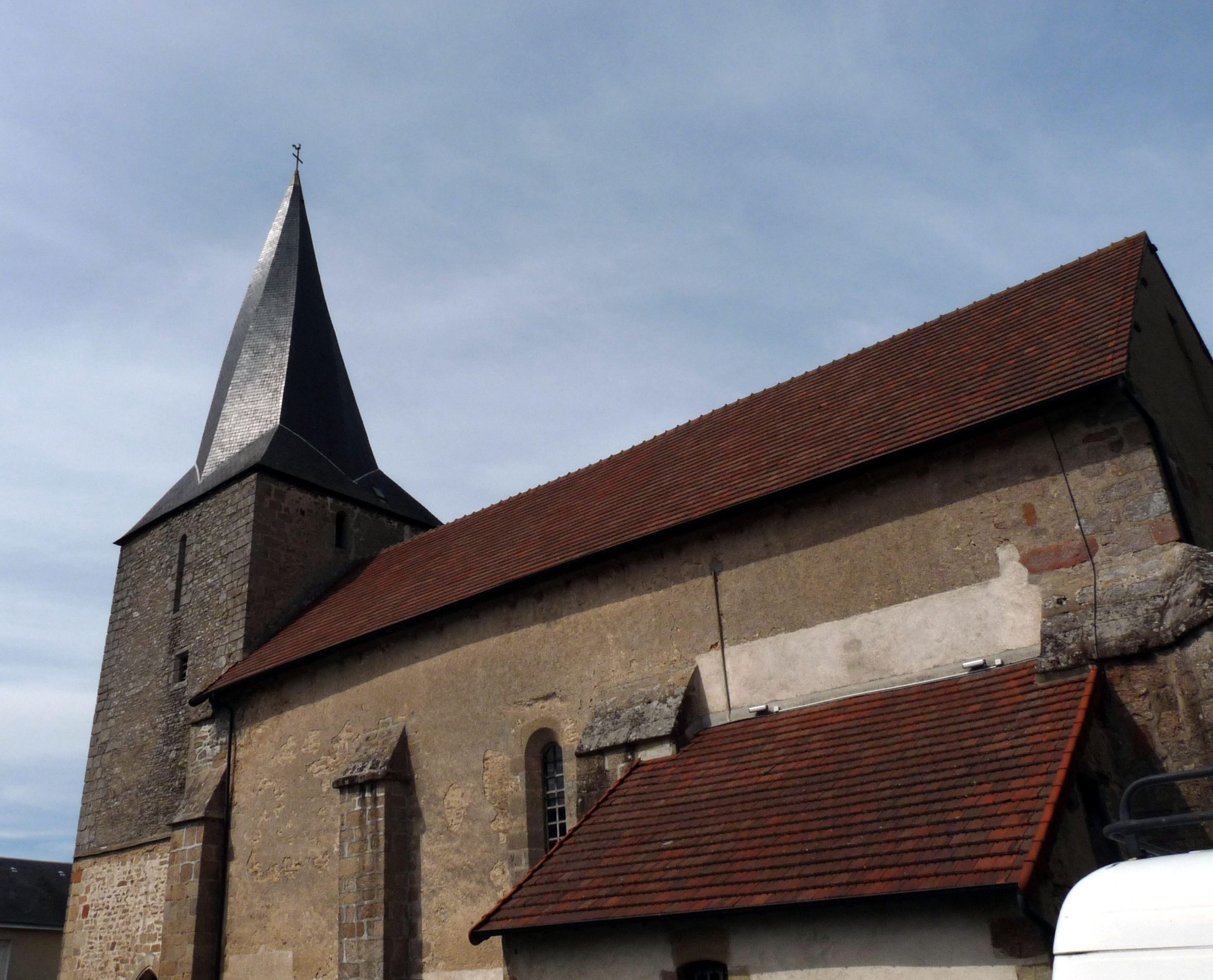
Kirche Saint-Médard